# Kàmenka (Krasnoiarsk)
Kàmenka (en rus: Каменка) és un poble del krai de Krasnoiarsk, a Rússia, segons el cens del 2010 tenia 79 habitants. Pertany al districte municipal d'Àban.